# Häxkvast

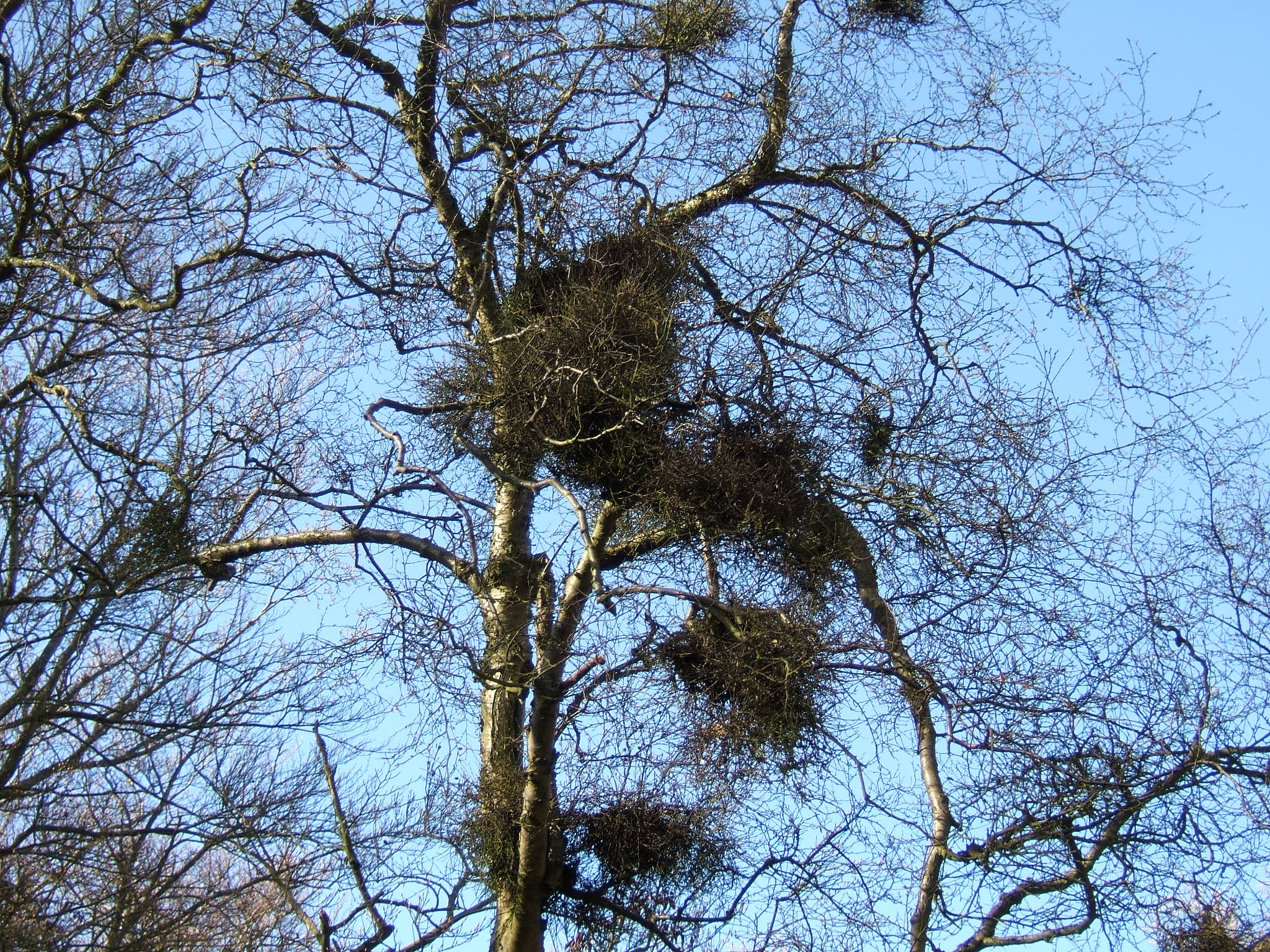
Häxkvast på glasbjörk orsakad av Taphrina betulina.

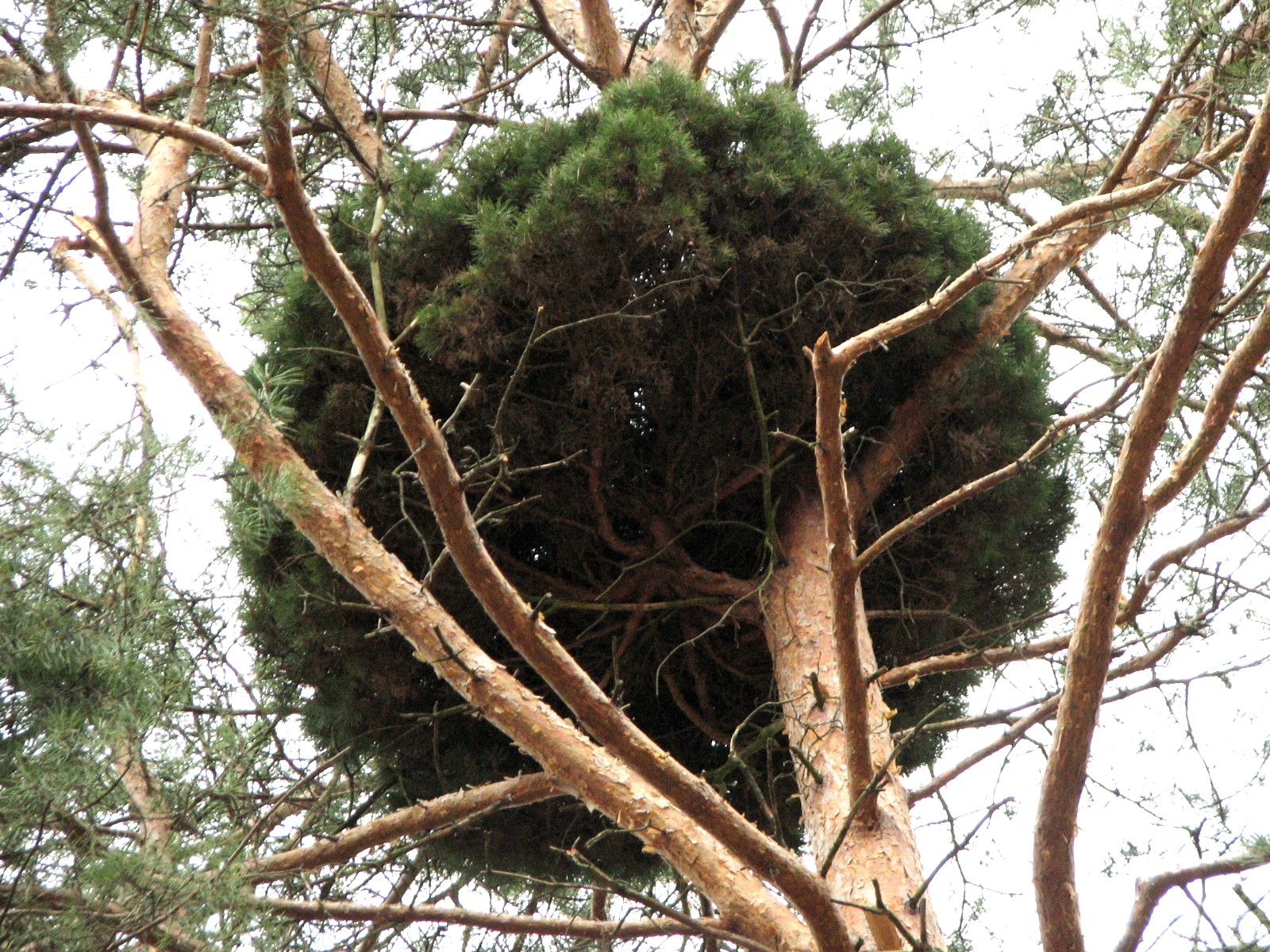
Häxkvast på tall

Häxkvast är en ansamling av grenar och kvistar på träd och buskar. Denna ansamling liknar en kvast. Detta kan ske i enskilda grenar såväl som på huvudstammen. 
Orsaken till häxkvastar är vanligtvis ett angrepp av sporsäcksvampar i släktet Taphrina. Arter av dessa svampar angriper bland annat glasbjörk, gråal och lönn.
Häxkvast förekommer emellertid även hos barrträd, men orsakas då oftast av en genetisk mutation eller angrepp från rostsvampar och kvalster. Motalahäxan är en lågväxande granbuske med ursprung från en häxkvast förökad genom ympning.[källa behövs]